# 上索洛內
49°16′51″N 37°44′3″E / 49.28083°N 37.73417°E
上索洛內（烏克蘭語：Вище Солоне）是位於烏克蘭東部的村莊，由哈爾科夫州伊久姆區的博罗瓦市镇負責管轄。該村始建於1725年，面積4.3平方公里，海拔高度106米，2001年人口473，人口密度每平方公里109.7人。